# Геспер
Ге́спер (дав.-гр. Ἓσπερος), Ве́спер (лат. Vesper) — божество вечірньої зірки. За Гесіодом, один із синів Еос. За іншими джерелами, батько Гесперид, син (варіант: брат) Атланта, славнозвісний астроном. Щоб спостерігати небесні тіла, Геспер сів на Атланта, але був скинутий у безодню бурею, відтоді його ніхто не бачив. Згодом почали вважати, що він став однією з найкращих зірок, і тому назвали вечірню зірку його йменням. Гігін розповідає, що Геспер вродою міг змагатися з самою Афродітою. Згідно з іншим переказом, Атлант прогнав Геспера, після чого він оселився в Італії (звідси одна з назв країни — Гесперія). Геспером називають планету Венеру (як вечірню зірку). Як ранкова зірка ця планета звалася в Греції Босфор або Фосфор, у Римі — Люцифер. Стародавні люди не знали, що вранішня й вечірня зірка — це та сама Венера.